# Erik Petersson (författare)
Erik Petersson, född 1985, är en svensk historiker. År 2017 blev han filosofie doktor.

## Biografi
Erik Petersson avlade filosofie kandidat-examen i historia vid Linköpings universitet 2008 och filosofie magister-examen i historia vid Stockholms universitet 2010. Han disputerade 2017 vid Linköpings universitet på avhandlingen Vadstena krigsmanshus: en studie av den svenska kronans inrättning för sårade och gamla soldater cirka 1640–1780.
Han fick Johan Lundblads pris 2019.